# 28 ottobre
Il 28 ottobre è il 301º giorno del calendario gregoriano (il 302º negli anni bisestili). Mancano 64 giorni alla fine dell'anno.

## Eventi
- 306 – Roma: Massenzio viene proclamato imperatore
- 312 – L'imperatore romano Costantino I sconfigge il rivale Massenzio nella battaglia di Ponte Milvio
- 1061 – L'imperatrice Agnese, in qualità di reggente di suo figlio, fa eleggere l'Antipapa Onorio II
- 1488 - A Perugia, si verificano disordini e battaglie tra la famiglia Baglioni e la famiglia Degli Oddi, che terminarono due giorni dopo con la vittoria dei primi.
- 1492 – Cuba: Cristoforo Colombo sbarca in America
- 1516 – Nella battaglia di Khan Yunis le forze dell'Impero ottomano di Sinan Pascià sconfiggono i Mamelucchi nei pressi di Gaza
- 1636 – Cambridge (USA): viene fondata l'Università di Harvard
- 1776 – Guerra d'indipendenza americana: battaglia di White Plains
- 1864 – Guerra di secessione americana: fine della seconda battaglia di Fair Oaks
- 1868 – Stati Uniti: Thomas Edison registra il suo primo brevetto
- 1886 – New York: il presidente statunitense Grover Cleveland inaugura la Statua della Libertà
- 1891 – Viene fondata, da coloni italiani, Nova Veneza nello Stato di Santa Catarina in Brasile
- 1917 – In seguito allo sfondamento di Caporetto, il generale Luigi Cadorna sottoscrive il bollettino di guerra n. 887 in cui scarica la responsabilità della rotta sui soldati della 2ª Armata
- 1918 – La Cecoslovacchia ottiene l'indipendenza dall'Austria-Ungheria
- 1919 – Stati Uniti d'America: inizia il proibizionismo
- 1922 – Marcia su Roma delle squadre fasciste di Benito Mussolini
- 1926 – Colonialismo Italiano: in Somalia Italiana scoppia la rivolta di El-Hagi
- 1932 – Inaugurazione ufficiale della Rovato–Soncino e dell'esercizio della completa linea ferroviaria Cremona-Iseo
- 1940 – Seconda guerra mondiale: la Grecia rifiuta l'ultimatum di Benito Mussolini e l'Italia invade la Grecia. La data è divenuta una ricorrenza festiva civile greca, chiamata Giorno del No.
- 1944 – Seconda guerra mondiale: liberazione, simbolicamente importante nell'anniversario della Marcia su Roma, di Predappio
- 1949 – Francia: Georges Bidault diventa primo ministro
- 1958 – Roma: Il cardinale Angelo Giuseppe Roncalli viene eletto papa con il nome di Giovanni XXIII
- 1962 – Crisi dei missili di Cuba: il leader sovietico Nikita Chruščёv annuncia lo smantellamento delle basi missilistiche a Cuba
- 1965
  - Roma: papa Paolo VI promulga la dichiarazione conciliare "Nostra aetate"
  - Saint Louis: viene inaugurato il Gateway Arch, alto oltre 190 m
- 1995 – Baku (Azerbaigian): un incendio nella metropolitana locale uccide più di trecento persone

## Nati
Ci sono circa 1 100 voci su persone nate il 28 ottobre; vedi la pagina Nati il 28 ottobre per un elenco descrittivo o la categoria Nati il 28 ottobre per un indice alfabetico.

## Morti
Ci sono circa 510 voci su persone morte il 28 ottobre; vedi la pagina Morti il 28 ottobre per un elenco descrittivo o la categoria Morti il 28 ottobre per un indice alfabetico.

## Feste e ricorrenze

### Civili
Internazionali:
- Giorno Internazionale delle animazioni (Animation Day)

Nazionali:
- Repubblica Ceca – Giornata dell'indipendenza dello Stato Cecoslovacco
- Grecia – Giorno del No

### Religiose
Cristianesimo:
- Santi Simone e Giuda Taddeo, apostoli
- Santa Cirilla di Roma, vergine e martire
- San Cirillo di Roma, venerato a Cellio
- San Diomede il Giovane
- Sant'Elio di Lione, vescovo
- San Farone di Meaux, vescovo
- San Fedele di Como, martire
- San Ferruccio di Magonza, martire
- San Francesco Diaz del Rincón, domenicano, martire
- San Francisco Serrano Frías, vescovo, martire
- San Genesio di Thiers
- San Germano di Talloires, abate
- San Gioacchino Royo Pérez, martire in Cina
- San Giovanni Alcober, domenicano, martire
- San Giovanni Dat, martire
- San Leodardo
- San Melchiorre, sacerdote in Antiochia
- San Rodrigo Aguilar Alemán, martire messicano
- San Salvio di Amiens, vescovo
- Santi Vincenzo, Sabina e Cristeta, martiri
- Beato Bononato de Prexano
- Beato Giuseppe Ruiz Bruixola, sacerdote e martire
- Beata Juliana González Trujillano, vergine e martire
- Beato Salvador Damián Enguix Garés, martire